# Vladimir Dolgov
Vladimir Genrichovič Dolgov (in russo Владимир Генрихович Долгов?; Charkiv, 11 maggio 1960 – Carolina del Nord, 10 gennaio 2022) è stato un nuotatore sovietico, dal 1992 russo.

## Carriera
Specializzato nel dorso, all'apice della carriera vinse la medaglia di bronzo alle Olimpiadi di Mosca 1980 sulla distanza dei 100m.

## Palmarès
- Giochi olimpici estivi

Mosca 1980: bronzo nei 100m dorso.